# Zenyatta Mondatta
| Recensione    | Giudizio |
| ------------- | -------- |
| AllMusic      | [ 1 ]    |
| Rolling Stone | [ 8 ]    |
| Ondarock      |          |

Zenyatta Mondatta è il terzo album in studio del gruppo musicale britannico The Police, pubblicato il 3 ottobre 1980 dalla A&M Records.
Con questo disco i Police diventarono un fenomeno di portata mondiale. L'album è stato premiato con due Grammy Awards per la miglior performance rock di un duo o un gruppo (Don't Stand So Close to Me) e la miglior interpretazione rock strumentale (Behind My Camel).

## Il disco
Il titolo Zenyatta Mondatta è composto da due parole macedonia – totalmente inventate – che rimandano allo Zen, al politico Jomo Kenyatta, alla parola francese monde e, per assonanza, a: reggatta, termine ideato a sua volta dalla band per il titolo dell'album Reggatta de Blanc nonché per il brano strumentale omonimo.
L'album fu registrato ai Wisseloord Studios di Hilversum nei Paesi Bassi, durante il secondo tour del gruppo, in sole quattro settimane, quindi con poco tempo a disposizione. Durante la registrazione i tre dovettero dividersi fra lo studio di produzione e le date del tour e, secondo quanto raccontato da Stewart Copeland, terminarono il missaggio dell'album alle 4 di mattina per poi partire il giorno stesso per il Belgio e iniziare il loro primo tour mondiale.
La band voleva tornare ai Surrey Sound Studios, dove aveva registrato i due album precedenti, ma motivi fiscali rendevano sconveniente lavorare in qualsiasi studio britannico. Riuscirono comunque a tenere il loro produttore abituale Nigel Gray, che li seguì ai Wisseloord Studios in Olanda. Sentendo di aver svolto un ruolo significativo nei primi due album dei Police, Gray negoziò un compenso di 25.000 £, che portò il budget totale del disco a 35.000 £, più del doppio dei primi due album messi assieme ma ancora piuttosto economico per una band di fama internazionale.

L'album presenta due tracce strumentali, dovute semplicemente alla mancanza di tempo per scrivere i testi: si tratta di The Other Way of Stopping e Behind My Camel; quest'ultimo è il primo pezzo composto interamente dal chitarrista Andy Summers, e regalerà ai Police il loro secondo Grammy consecutivo per la miglior interpretazione rock strumentale. Sting dichiarò la sua totale avversione nei confronti di Behind My Camel, raccontando: «Odiavo così tanto quel brano che, un giorno in cui ero nello studio e trovai i nastri poggiati sul tavolo, li portai sul retro e li sotterrai in giardino». Dopo il suo rifiuto di suonarvi una sua parte di basso, Summers la registrò da sé, sovraincidendola alle parti di chitarra.
L'album presenta per la prima volta anche due pezzi di stampo prettamente politico: Driven to Tears, che parla di sperequazione sociale, e Bombs Away che fa riferimento all'invasione sovietica in Afghanistan nel dicembre del 1979. La canzone Shadows in the Rain sarà ripresa, con un arrangiamento diverso, da Sting nel suo primo album da solista, The Dream of the Blue Turtles (1985).

## Omaggi
Jerry Moss, cofondatore e proprietario della A&M Records, chiamò la sua cavalla da corsa Zenyatta in omaggio a quest'album.
Nel videogioco FPS online Overwatch, della casa di sviluppo Blizzard Entertainment, alcuni Omnics (androidi che hanno sviluppato una psiche e un'anima) tra i quali il personaggio giocabile Zenyatta e il suo maestro spirituale Mondatta (che appare solo in un cortomentraggio d'animazione realizzato da Blizzard, in cui viene assassinato dalla cecchina Widowmaker), sono ispirati all'omonimo album del gruppo inglese.

## Tracce
Testi e musiche di Sting, eccetto dove indicato.
Lato A
1. Don't Stand So Close to Me – 4:02
2. Driven to Tears – 3:21
3. When the World Is Running Down, You Make the Best of What's Still Around – 3:37
4. Canary in a Coalmine – 2:26
5. Voices Inside My Head – 3:52
6. Bombs Away – 3:08 (Stewart Copeland)

Lato B
1. De Do Do Do, De Da Da Da – 4:07
2. Behind My Camel – 2:54 (Andy Summers)
3. Man in a Suitcase – 2:18
4. Shadows in the Rain – 5:03
5. The Other Way of Stopping – 3:22 (Copeland)

## Formazione
Gruppo
- Sting – voce, basso (eccetto traccia 8), sintetizzatore
- Andy Summers – chitarra, pianoforte (traccia 4), basso (traccia 8), sintetizzatore (traccia 8), cori
- Stewart Copeland – batteria, cori

Produzione
- The Police – produzione
- Nigel Gray – produzione, ingegneria del suono

## Classifiche

### Classifiche settimanali
| Classifica (1980/81) | Posizione massima |
| -------------------- | ----------------- |
| Australia            | 1                 |
| Austria              | 14                |
| Canada               | 2                 |
| Francia              | 1                 |
| Germania             | 5                 |
| Italia               | 2                 |
| Norvegia             | 16                |
| Nuova Zelanda        | 3                 |
| Paesi Bassi          | 2                 |
| Regno Unito          | 1                 |
| Spagna               | 1                 |
| Stati Uniti          | 5                 |
| Svezia               | 8                 |
| Svizzera             | 9                 |

### Classifiche di fine anno
| Classifica (1980) | Posizione |
| ----------------- | --------- |
| Australia         | 31        |
| Francia           | 26        |
| Italia            | 4         |
| Paesi Bassi       | 11        |
| Regno Unito       | 2         |
| Classifica (1981) | Posizione |
| Australia         | 11        |
| Canada            | 16        |
| Germania          | 6         |
| Nuova Zelanda     | 25        |
| Spagna            | 14        |
| Stati Uniti       | 9         |